# 浙江泰隆商业银行

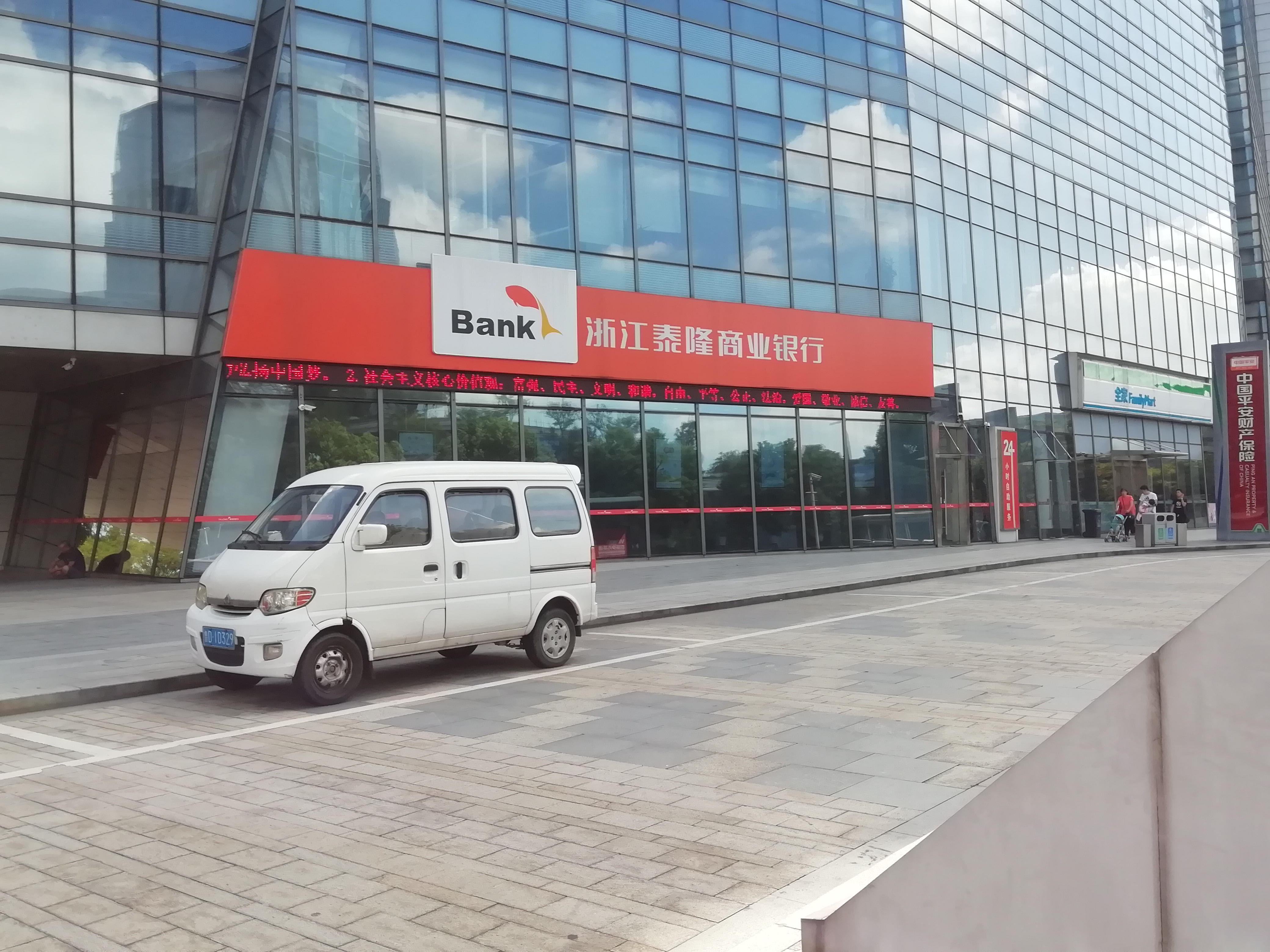
苏州分行，使用的是更名的第一代企业识别形象

浙江泰隆商业银行由浙江省台州市泰隆城市信用社于2006年8月15日改名而来，组建于1993年6月28日，总部位于台州市路桥区南官大道。主要营业网点分布在台州、温州、杭州、宁波、金华、舟山、丽水、衢州、绍兴、湖州、嘉兴、上海、苏州。

## 历史
1993年6月28日，在位于路桥卖芝桥的糖烟酒大楼，黄岩市泰隆城市信用社正式成立,初始注册资本100万元。
1995年,更名为台州市泰隆城市信用社。
1997年，泰隆信用社有9家网点，存款达到5亿元，是当时浙江省内发展最快的城市信用社。
2003年11月,正式发行借记卡。
2006年8月15日，经中国银监会批准，泰隆城市信用社正式获准改建为浙江泰隆商业银行。
2007年7月,开展信用卡业务，发行信用卡。
2008年3月24日,正式开展国际外汇业务。同年8月3日，设立杭州分行。
2009年起，开始以“金管家理财"品牌发行理财产品。
2010年2月，设立上海分行，是其首个异省分行。
2011年3月23日,设立苏州分行。